# Diocesi di Cadice e Ceuta

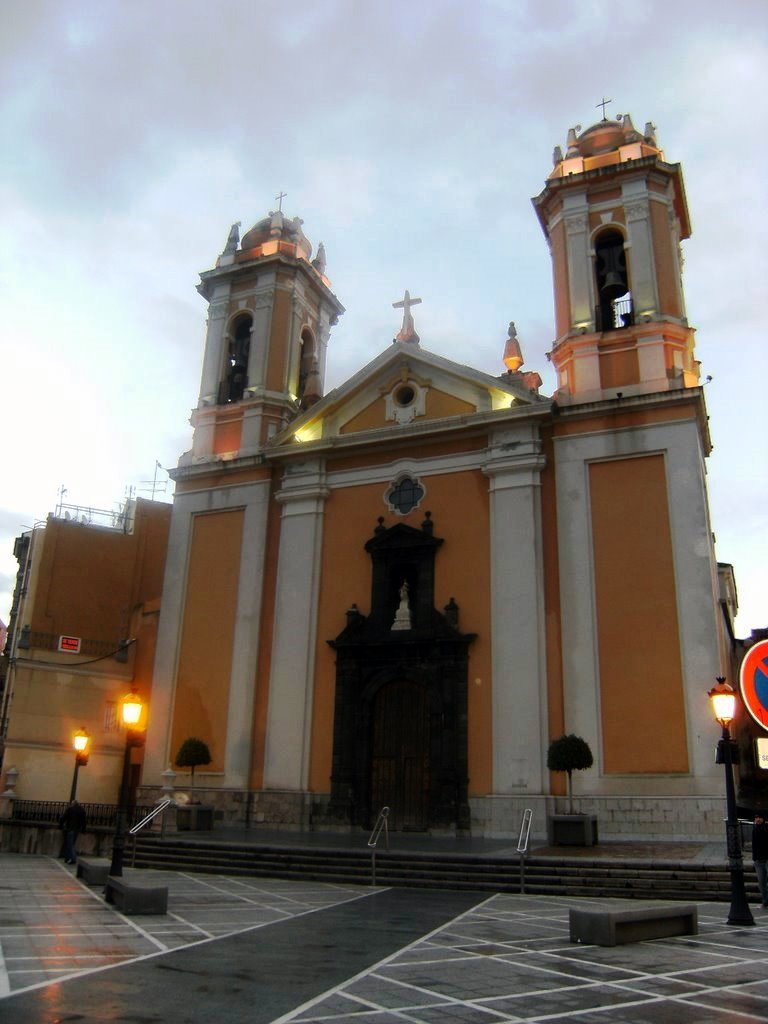
La cattedrale dell'Assunzione di Maria a Ceuta.

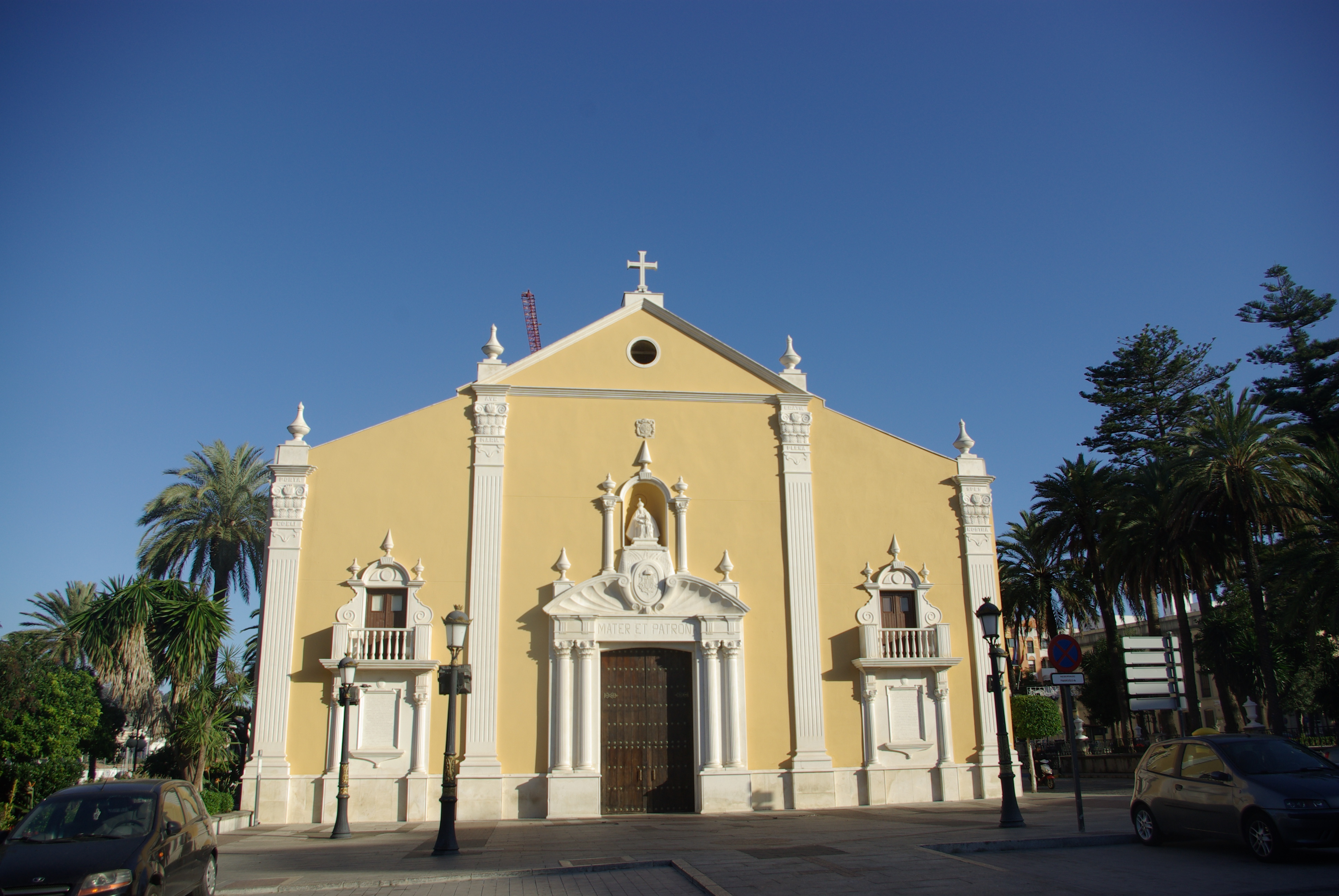
Il santuario Santa María de África, patrona di Ceuta.

La diocesi di Cadice e Ceuta (in latino Dioecesis Gadicensis o Gaditana et Septensis) è una sede della Chiesa cattolica in Spagna suffraganea dell'arcidiocesi di Siviglia. Nel 2023 contava 717.900 battezzati su 787.996 abitanti. È retta dal vescovo Rafael Zornoza Boy.

## Territorio
La diocesi comprende la parte meridionale della provincia di Cadice e l'exclave spagnola di Ceuta. Fanno parte della diocesi i seguenti comuni: Alcalá de los Gazules, Algeciras, Barbate, Los Barrios, Benalup-Casas Viejas, Cadice, Castellar de la Frontera, Ceuta, Chiclana de la Frontera, Conil de la Frontera, Jimena de la Frontera, La Línea de la Concepción, Medina-Sidonia, Paterna de Rivera, Puerto Real, San Fernando, San Roque, Tarifa e Vejer de la Frontera.
Sede vescovile è la città di Cadice, dove si trova la cattedrale della Santa Croce. All'Assunzione di Maria Vergine è dedicata la cattedrale di Ceuta.
Il territorio si estende su 3.764 km² ed è suddiviso in 114 parrocchie; otto di queste si trovano nell'exclave di Ceuta.

## Storia

### Diocesi di Ceuta
Dopo la conquista di Ceuta da parte dei portoghesi nel 1415, la prima preoccupazione del re Giovanni I fu di istituirvi una diocesi. 
Sede in partibus dal 1267, Ceuta fu eretta come diocesi effettiva da Martino V il 4 aprile 1418 (la data del 4 aprile 1417, universalmente riprodotta, è un errore di conteggio del Bullario e un'impossibilità, poiché Martino V fu eletto l'11 novembre 1417):  con la bolla Romanus Pontifex, papa Martino V incaricò gli arcivescovi di Braga e di Lisbona di esaminare la situazione e li autorizzò a procedere eventualmente all'erezione della diocesi, cosa che essi fecero. Tre anni dopo Martino V confermò la nomina del primo vescovo, Aymaro di Aurillac, già vescovo del Marocco. Nel 1443 (o 14 luglio 1444), papa Eugenio IV autorizzò il vescovo di Ceuta, fino ad allora suffraganeo di Braga, a chiamarsi primate d'Africa; gli Annali dei Frati Minori parlano di primate di tutta la Barberia.
La sua giurisdizione territoriale variò diverse volte nel tempo. All'inizio sembra avesse competenza su tutto il regno di Fez, ma probabilmente fu solo una giurisdizione teorica. Al tempo dello Scisma d'Occidente alcuni territori della penisola iberica si resero indipendenti dalle loro diocesi e nel 1444 furono aggregati alla diocesi di Ceuta: Valença, che apparteneva alla diocesi di Tuy, e Olivenza, che apparteneva alla diocesi di Badajoz. Il 18 dicembre 1475 papa Sisto IV unì Olivenza all'arcidiocesi di Braga, ma in virtù di un contratto tra il vescovo di Ceuta e l'arcivescovo di Braga del 20 settembre 1512, confermato da papa Leone X il 25 giugno 1513, Olivenza fu riunita alla diocesi di Ceuta in cambio della cessione a Braga di Valença.. Dal 1513 i vescovi posero la loro residenza a Olivenza, nel sud-est del Portogallo, fino a quando, il 9 giugno 1570, la regione di Olivenza fu annessa alla nuova diocesi di Elvas. Da questo momento, la diocesi di Ceuta fu ridotta al suo solo territorio africano. Nel 1540 la diocesi divenne suffraganea di Évora.
Per questo motivo il 9 giugno 1570 papa Pio V decise di unire la diocesi di Ceuta con quella di Tangeri e di rennderle suffraganee di Lisbona. Con il trattato del 16 febbraio 1668 il territorio di Ceuta fu incorporato in via definitiva al regno spagnolo, ponendo così fine alla dominazione portoghese. Questo determinò la fine dell'unione con Tangeri, decisa il 16 dicembre 1675, quando Roma ristabilì la diocesi di Ceuta, cui furono uniti i territori della diocesi di Tangeri, che venne soppressa. Contestualmente la sede di Ceuta entrò a far parte della provincia ecclesiastica dell'arcidiocesi di Siviglia.
Il 4 settembre 1420 fu consacrata la cattedrale diocesana, ricavata dalla precedente moschea. Questa chiesa, che secondo testimonianze del Quattrocento era ricca di 180 colonne di marmo di diversi colori, cadde in rovina e fu sostituita da una nuova cattedrale, costruita tra il 1685 ed il 1731.
In seguito al concordato fra Santa Sede e governo spagnolo del 1851, confermato dalla bolla Ad vicariam di papa Pio IX del 5 settembre 1851, la diocesi di Ceuta fu unita alla diocesi di Cadice, mantenendo le proprie strutture amministrative ed il capitolo della cattedrale. In realtà nessuna bolla ha mai sancito canonicamente l'unione.
Inizialmente i vescovi di Cadice si rifiutarono di prendersi carico anche della diocesi africana, che fu affidata perciò a dei vicari capitolari. Nel 1876 un primo accordo permise la nomina di amministratori apostolici residenti con carattere episcopale e con un titolo in partibus infidelium. Nel 1879 i vescovi di Cadice accettarono l'incarico di amministratori apostolici di Ceuta.
Il 14 aprile 1908 la prefettura apostolica del Marocco, eretta nel 1630 sui resti dell'antica sede di Tangeri, fu elevata a vicariato apostolico e di fatto cessò la giurisdizione dei vescovi di Ceuta sul suo territorio.

### Diocesi di Cadice
Le origini del cristianesimo nel territorio dell'odierna diocesi si fa risalire, con tutte le dovute cautele, a sant'Isicio (o Hiscio), uno dei sette viri apostolici che secondo la tradizione portarono il vangelo nella Hispania romana. Isicio sarebbe stato il fondatore della sede episcopale di Carteya, nei pressi di Algeciras, sede che, a causa delle persecuzioni, sarebbe stata trasferita nell'entroterra ad Asidonia o Assidona, l'odierna Medina-Sidonia. Di questa diocesi si conoscono nomi di alcuni vescovi non solo in epoca visigotica, ma anche durante la dominazione araba, fino al 1145.
Dopo la riconquista della città ad opera di Alfonso X, il 21 agosto 1263 fu eretta la diocesi di Cadice con la bolla Excelsum fecit di papa Urbano IV, che vi trasferì l'antico titolo vescovile di Asidonia. Il fiume Guadalete divenne lo storico confine settentrionale che separò la nuova diocesi dal territorio dell'arcidiocesi di Siviglia, di cui divenne suffraganea.
La prematura morte di Urbano IV impedì la realizzazione di questa fondazione, che tuttavia fu confermata dal successore papa Clemente IV con due bolle: la prima, scritta il 2 febbraio 1266, con la quale il pontefice incaricava il vescovo di Avila Domingo Suárez di procedere all'esecuzione della bolla del suo predecessore e di erigere la diocesi di Cadice;; la seconda, scritta il 25 maggio 1267, con la quale Clemente IV incarica alcuni vescovi spagnoli di procedere alla consacrazione del vescovo eletto, il francescano Juan Martínez. Prima cattedrale della diocesi divenne la chiesa di Santa Croce.
Nel 1344 Alfonso XI strappò agli Arabi anche la città di Algeciras, che divenne la sede di una nuova diocesi, eretta il 30 aprile di quell'anno in forza della bolla Gaudemus et exultamus di papa Clemente VI, e unita in persona episcopi a quella di Cadice. La moschea di Algeciras fu trasformata in cattedrale, con il nome di Santa Maria della Palma; fu distrutta dagli arabi, assieme a tutta la città, nel 1379. I vescovi di Cadice portarono il doppio titolo fino al 1851, quando la diocesi di Algeciras venne soppressa dal concordato.
Il 2 novembre 1589 il vescovo Antonio Zapata Cisneros istituì a Cadice il seminario diocesano, dedicato a san Bartolomeo.
Il Settecento fu un secolo di grande sviluppo religioso ed ecclesiastico per la città episcopale e della diocesi. Nel 1722 il vescovo Lorenzo Armengual de la Mota diede inizio ai lavori di costruzione per la nuova cattedrale, che sarà completata nel 1832 e aperta al culto nel 1838. Nel 1749 e nel 1768 per impulso del vescovo Tomás del Valle furono istituiti rispettivamente l'ospedale delle Donne e l'ospedale di San Giovanni. Numerosi furono gli istituti religiosi che aprirono le loro residenza a Cadice con la costruzione di numerose chiese.
Nell'Ottocento, anche la diocesi di Cadice subì un periodo di crisi e di decadenza, legato in maggior parte alla caduta dell'antico regime e all'instaurarsi di un regime liberale e per lo più anticlericale. Nel 1873 il sindaco anarchico Fermín Salvochea fece chiudere alcune chiese di Cadice.
All'inizio del XX secolo il vescovo José María Rancés y Villanueva seppe dare alla diocesi un forte e moderno orientamento pastorale, puntando sulla predicazione, sulla diffusione della stampa cattolica e sull'azione sociale.
Durante la Seconda repubblica (1931) e la guerra civile (1936) molte chiese furono saccheggiate e incendiate.
A partire dal 1933 nelle fonti vaticane la diocesi appare con il nome attuale.	
Nel 1980 cedette una piccola porzione di territorio a vantaggio dell'erezione della diocesi di Jerez de la Frontera.

## Cronotassi dei vescovi
Si omettono i periodi di sede vacante non superiori ai 2 anni o non storicamente accertati.

### Vescovi di Cadice
Dal 1344 al 1851 i vescovi portarono il titolo di "vescovi di Cadice e Algeciras".
- Juan Martínez, O.F.M. † (1266 - 24 dicembre 1278 nominato vescovo di Guarda)[25]
- Suero † (prima del 24 aprile 1281 - dopo il 9 maggio[26] 1291 deceduto)
- Rodrigo, O.F.M. † (prima del 21 novembre 1292 - dopo il 4 ottobre 1293)
- Martín † (prima del 12 novembre 1294 - prima del 24 aprile 1295[27])
  - Sede vacante (1295-1297)
- Pedro † (prima del 20 giugno 1297 - dopo il 20 agosto 1327)
- Bartolomé † (prima del 1331 - circa 1349[28] deceduto)
- Sancho † (25 marzo 1349 - 1364 deceduto)
- Gonzalo González, O.F.M. † (10 giugno 1364 - 1384 deceduto)[29]
- Rodrigo de Alcalá, O.F.M. † (9 marzo 1384 - 1395 deceduto)
- Juan de Ezcaray, O.F.M. † (28 luglio 1395 - circa 1408 deceduto)
  - Santiago Puche, O.F.M. † (1403 - 1408) (antivescovo)
- Alonso de Solís, O.P. † (15 dicembre 1408 - dopo il 15 marzo 1420)
  - Sede vacante
- Juan González † (8 luglio 1426 - 1440 deceduto)
- Juan de Torquemada, O.P. † (27 luglio 1440 - 11 luglio 1442 nominato vescovo di Orense)
- Gonzalo Venegas † (13 luglio 1442 - dopo il 14 aprile 1472 deceduto)
- Pedro Fernández de Solís † (15 giugno 1472 - dopo l'11 dicembre 1493 deceduto)
  - Oliviero Carafa † (6 gennaio 1495 - 20 gennaio 1511 deceduto) (amministratore apostolico)
  - Luis de Aragón † (10 febbraio 1511 - 6 giugno 1511 dimesso) (amministratore apostolico)
  - Pietro Accolti † (6 giugno 1511 - 24 luglio 1521 dimesso) (amministratore apostolico)
  - Benedetto Accolti † (24 luglio 1521 - 16 marzo 1523 nominato vescovo di Cremona) (amministratore apostolico)
  - Giovanni Ruffo de Theodoli † (8 settembre 1523 - 6 settembre 1525 dimesso) (amministratore apostolico)
- Girolamo Theodoli † (6 settembre 1525 - 16 ottobre 1564 dimesso)
- Luis García Haro de Sotomayor † (25 ottobre 1564 - 7 agosto 1587 nominato vescovo di Malaga)
- Antonio Zapata y Cisneros † (17 agosto 1587 - 13 maggio 1596 nominato vescovo di Pamplona)
- Massimiliano d'Austria † (23 settembre 1596 - 27 agosto 1601 nominato vescovo di Segovia)
- Gómez Suárez Figueroa † (26 giugno 1602 - 1612 deceduto)
- Juan Cuenca † (20 agosto 1612 - 1623 deceduto)
- Plácido Pacheco de Haro, O.S.B. † (20 marzo 1623 - 18 luglio 1623 nominato vescovo di Plasencia)
- Domingo Cano de Haro, O.P. † (8 agosto 1623 - 1639 deceduto)
- Juan Dionisio Fernández Portocarrero † (16 luglio 1640 - 27 novembre 1641 deceduto)
- Francisco Guerra, O.F.M. † (16 giugno 1642 - 3 aprile 1656 nominato vescovo di Plasencia)
- Fernando de Quesada † (28 agosto 1656 - 8 maggio 1662 deceduto)
  - Mateo Sagade Bugueiro † (1662 - 1662 nominato vescovo di León) (vescovo eletto)
- Alonso Pérez de Humanares, O.Cist. † (12 febbraio 1663 - 23 giugno 1663 deceduto)[30]
- Alfonso Vázquez de Toledo, O.F.M. † (26 novembre 1663 - 30 dicembre 1672 deceduto)
- Diego de Castrillo † (29 maggio 1673 - 16 novembre 1676 nominato arcivescovo di Saragozza)
- Juan de Isla † (8 marzo 1677 - 23 settembre 1680 nominato arcivescovo di Burgos)
- Antonio Ibarra † (18 novembre 1680 - 1690 deceduto)[31]
- José de Barcia y Zambrana † (27 agosto 1691 - 30 novembre 1695 deceduto)
- Alonso de Talavera, O.S.H. † (18 luglio 1696 - dicembre 1714 deceduto)
- Lorenzo Armengual del Pino de la Mota † (6 maggio 1715 - 15 maggio 1730 deceduto)
- Tomás del Valle, O.P. † (12 febbraio 1731 - febbraio 1776 deceduto)
- Juan Bautista Cervera, O.F.M. † (12 maggio 1777 - 11 gennaio 1782 deceduto)
- José Escalzo Miguel, O.S.B. † (18 luglio 1783 - 17 marzo 1790 deceduto)
- Antonio Martínez de la Plaza † (29 novembre 1790 - ottobre 1800 deceduto)
- Francisco Javier Utrera † (23 febbraio 1801 - 27 dicembre 1808 deceduto)
  - Sede vacante (1808-1815)
- Juan Acisclo Vera Delgado † (15 marzo 1815 - 22 luglio 1818 deceduto)
- Francisco Javier de Cienfuegos y Jovellanos † (4 giugno 1819 - 20 dicembre 1824 nominato arcivescovo di Siviglia)
- Domingo de Silos Moreno, O.S.B. † (21 marzo 1825 - 9 marzo 1853 deceduto)
- Juan José Arbolí Acaso † (22 dicembre 1853 - 1º febbraio 1863 deceduto)
- Félix María Arrieta y Llano, O.F.M.Cap. † (1º ottobre 1863 - 17 febbraio 1879 dimesso)
- Jaime Catalá y Albosa † (28 febbraio 1879 - 9 agosto 1883 nominato vescovo di Barcellona)
- Vicente Calvo y Valero † (27 marzo 1884 - 27 giugno 1898 deceduto)
- José María Rancés y Villanueva † (28 novembre 1898 - 14 giugno 1917 deceduto)
- Marcial López y Criado † (18 maggio 1918 - 15 febbraio 1932 deceduto)

### Vescovi di Ceuta
- Aymaro di Aurillac, O.F.M. † (21 marzo 1421 - circa 1443 deceduto)
- João Manuel, O.Carm. † (20 luglio 1444 - 9 luglio 1459 nominato vescovo di Guarda)
- João Rodrigo (Galvão) † (13 luglio 1459 - 17 settembre 1459 nominato vescovo di Coimbra)
- Álvaro † (17 ottobre 1459 - 1472 ?)
- Juan Alfonso Manuel Ferraz † (9 gennaio 1472 - 17 marzo 1477 nominato vescovo di Guarda)
- Pedro Martín † (28 marzo 1477 - 24 settembre 1477 nominato vescovo di Lamego)
- Justo Baldino † (15 marzo 1479 - dopo il 26 aprile 1493 deceduto)
- Fernando de Almeida † (19 luglio 1493 - 1499 deceduto)
- Diego de Ortiz de Vilhegas † (4 maggio 1500 - 27 giugno 1505 nominato vescovo di Viseu)
- Enrique Álvarez de Coimbra, O.F.M. † (30 gennaio 1506 - 14 settembre 1532 deceduto)
- Diego de Silva, O.F.M. † (4 marzo 1534 - 1540 nominato arcivescovo di Braga)
- Diego de Ortiz de Vilhegas † (24 settembre 1540 - 4 luglio 1544 deceduto)
- Jaime de Lancastro † (9 ottobre 1545 - 12 marzo 1569 deceduto)
  - Sede unita a Tangeri (1570-1675)
- Antonio Medina Chacón y Ponce de León † (16 dicembre 1675 - 9 dicembre 1680 nominato vescovo di Lugo)
- Juan Porras y Atienza † (12 maggio 1681 - 24 aprile 1684 nominato vescovo di Coria)
- Luis de Ayllón † (5 giugno 1684 - 1685 deceduto)
- Antonio Ibáñez de la Riva Herrera † (9 aprile 1685 - 28 aprile 1687 nominato arcivescovo di Saragozza)
- Diego Ibáñez de Lamadrid y Bustamante † (9 giugno 1687 - 5 aprile 1694 deceduto)
- Vidal Marín del Campo  † (13 settembre 1694 - 10 marzo 1709 deceduto)
  - Sede vacante (1709-1713)
- Sancho de Velunza y Corcuera † (11 dicembre 1713 - 5 ottobre 1716 nominato vescovo di Coria)
- Francisco Laso de la Vega Córdova, O.P. † (5 ottobre 1716 - 28 maggio 1721 nominato vescovo di Plasencia)
- Tomás Crespo Agüero † (16 luglio 1721 - 17 marzo 1727 nominato arcivescovo di Saragozza)
- Tomás del Valle, O.P. † (17 marzo 1727 - 12 febbraio 1731 nominato vescovo di Cadice)
- Andrés Mayoral Alonso de Mella † (9 aprile 1731 - 27 gennaio 1738 nominato arcivescovo di Valencia)
- Miguel de Aguiar de Padilla † (27 gennaio 1738 - 14 febbraio 1743 deceduto)
- Martín Barcia Carrascal † (15 luglio 1743 - 12 gennaio 1756 nominato vescovo di Cordova)
- José de la Cuesta y Velarde † (7 aprile 1756 - 17 agosto 1761 nominato vescovo di Sigüenza)
- Antonio Gómez de la Torre y Jaraveitia † (17 agosto 1761 - 28 maggio 1770 nominato vescovo di Jaén)
- José Domingo de Rivero y Quijano † (6 agosto 1770 - gennaio 1771 deceduto)
- Manuel Fernández de Torres † (17 giugno 1771 - 6 settembre 1773 deceduto)
- Felipe Antonio Solano † (18 aprile 1774 - 1º marzo 1779 nominato vescovo di Cuenca)
- Diego Martín Rodríguez, O.F.M. † (13 dicembre 1779 - 13 febbraio 1785 nominato vescovo di Coria)
- Domingo de Benaocaz, O.F.M.Cap. † (19 dicembre 1785 - dicembre 1811 deceduto)
  - Sede vacante (1811-1814)
- Andrés Esteban Gómez † (19 dicembre 1814 - 22 luglio 1816 nominato vescovo di Jaén)
- Rafael Manuel José Benito de Vélez Téllez, O.F.M.Cap. † (14 aprile 1817 - 12 luglio 1824 nominato arcivescovo di Burgos)
- Francisco Javier García Casarrubios y Melgar, O.Cist. † (27 settembre 1824 - 19 dicembre 1825 nominato vescovo di Tui)
- Pablo Hernandez, O.SS.T. † (13 marzo 1826 - 21 luglio 1829 deceduto)
- Juan Sánchez Barragán y Vera † (15 marzo 1830 - 14 agosto 1846 deceduto)
  - Sede vacante (1846-1851)
  - Ildefonso Joaquín Infante y Macías (15 febbraio 1876 - 20 marzo 1877 nominato vescovo di San Cristóbal de La Laguna o Tenerife) (amministratore apostolico)
  - José Proceso Pozuelo y Herrero (20 marzo 1877 - 28 febbraio 1879 nominato vescovo delle Isole Canarie) (amministratore apostolico)
  - Sede amministrata dai vescovi di Cadice (1879-1932)

### Vescovi di Cadice e Ceuta
- Ramón Pérez y Rodríguez † (12 aprile 1933 - 28 gennaio 1937 deceduto)
  - Sede vacante (1937-1943)
- Tomás Gutiérrez Diez † (11 novembre 1943 - 2 aprile 1964 deceduto)
- Antonio Añoveros Ataún † (2 aprile 1964 succeduto - 3 dicembre 1971 nominato vescovo di Bilbao)
- Antonio Dorado Soto † (1º settembre 1973 - 26 marzo 1993 nominato vescovo di Malaga)
- Antonio Ceballos Atienza † (10 dicembre 1993 - 30 agosto 2011 ritirato)
- Rafael Zornoza Boy, dal 30 agosto 2011

## Statistiche
La diocesi nel 2023 su una popolazione di 787.996 persone contava 717.900 battezzati, corrispondenti al 91,1% del totale.
| anno | popolazione | popolazione | popolazione | presbiteri | presbiteri | presbiteri | presbiteri                | diaconi | religiosi | religiosi | parrocchie |
| anno | battezzati  | totale      | %           | numero     | secolari   | regolari   | battezzati per presbitero | diaconi | uomini    | donne     | parrocchie |
| ---- | ----------- | ----------- | ----------- | ---------- | ---------- | ---------- | ------------------------- | ------- | --------- | --------- | ---------- |
| 1950 | 599.000     | 600.000     | 99,8        | 211        | 141        | 70         | 2.838                     |         | 150       | 610       | 61         |
| 1957 | 565.000     | 573.000     | 98,6        | 257        | 161        | 96         | 2.198                     |         | 116       | 908       | 70         |
| 1970 | 729.000     | 731.700     | 99,6        | 511        | 172        | 339        | 1.426                     |         | 343       | 1.107     | 99         |
| 1980 | 707.000     | 757.000     | 93,4        | 222        | 132        | 90         | 3.184                     |         | 144       | 810       | 103        |
| 1990 | 668.264     | 688.264     | 97,1        | 249        | 132        | 117        | 2.683                     | 7       | 178       | 765       | 109        |
| 1999 | 684.000     | 708.000     | 96,6        | 241        | 141        | 100        | 2.838                     | 11      | 150       | 688       | 109        |
| 2000 | 686.000     | 712.000     | 96,3        | 240        | 140        | 100        | 2.858                     | 11      | 150       | 688       | 109        |
| 2001 | 684.000     | 710.000     | 96,3        | 236        | 136        | 100        | 2.898                     | 11      | 150       | 688       | 109        |
| 2002 | 685.000     | 723.493     | 94,7        | 230        | 130        | 100        | 2.978                     | 11      | 150       | 688       | 109        |
| 2003 | 692.000     | 724.975     | 95,5        | 236        | 136        | 100        | 2.932                     | 11      | 150       | 688       | 109        |
| 2004 | 702.000     | 732.850     | 95,8        | 238        | 138        | 100        | 2.949                     | 10      | 154       | 688       | 110        |
| 2006 | 645.000     | 675.320     | 95,5        | 241        | 141        | 100        | 2.676                     | 9       | 150       | 688       | 110        |
| 2012 | 703.400     | 769.800     | 91,4        | 230        | 140        | 90         | 3.058                     | 4       | 137       | 604       | 118        |
| 2013 | 704.200     | 770.900     | 91,3        | 228        | 138        | 90         | 3.088                     | 15      | 114       | 604       | 118        |
| 2016 | 724.600     | 794.209     | 91,2        | 235        | 145        | 90         | 3.083                     | 16      | 107       | 373       | 116        |
| 2019 | 726.800     | 797.800     | 91,1        | 176        | 147        | 29         | 4.129                     | 13      | 112       | 344       | 115        |
| 2021 | 739.000     | 811.200     | 91,1        | 197        | 137        | 60         | 3.751                     | 13      | 80        | 381       | 116        |
| 2023 | 717.900     | 787.996     | 91,1        | 201        | 138        | 63         | 3.571                     | 15      | 78        | 291       | 114        |

### Diocesi di Cadice
- (ES) Demetrio Mansilla, La creación del obispado de Cádiz por Alfonso X el Sabio y su vinculación a la sede asidonense, in Estudios de Historia y de Arqueología medievales, V-VI, 1985-1986,  pp. 69-83.
- (ES) José Sánchez Herrero, El episcopologio medieval gaditano, Siglos XIII al XV, in España medieval, vol. 1, 1980,  pp. 443–465.
- (ES) Manuel Barea Patrón, Acerca de la diόcesis de Cádiz y sus relaciones con la presencia del apόstol Santiago en Hispania (PDF), in Pro iter agentibus, Asociación Gaditana Jacobea «Vía Augusta», vol. 29, 2012,  pp. 17–23 (archiviato dall'url originale il 9 marzo 2016).
- (ES) Luis Charlo Brea e María Belén Piqueras García, Bulas fundacionales de la Diócesis de Cádiz (II). Las Bulas de Clemente IV, in Documenta & Instrumenta, n. 4, 2006,  pp. 23-45.
- (ES) Luis Charlo Brea e María Belén Piqueras García, Bulas fundacionales de la Diócesis de Cádiz (III). La creación de la diócesis de Algeciras, in Historia-Instituciones-Documentos, vol. 34, 2007,  pp. 57-76.
- (ES) Arturo Jesús Morgado García, Los inicios de la Reforma Católica en la diócesis de Cádiz, in Espacio, tiempo y forma, Serie IV, Historia moderna Nº 7, 1994,  pp. 101-120.
- (LA) Pius Bonifacius Gams, Series episcoporum Ecclesiae Catholicae, Graz, 1957,  pp. 18–19.
- (LA)  Konrad Eubel, Hierarchia Catholica Medii Aevi, vol. 1, pp. 257–258; vol. 2, p. 157; vol. 3, p. 200; vol. 4, p. 192; vol. 5, p. 207; vol. 6, p. 222.

### Diocesi di Ceuta
- (LA) Bolla Romanus Pontifex, in Bullarium patronatus Portugalliae regum, Tomus I,  p. 8.
- (LA) Pius Bonifacius Gams, Series episcoporum Ecclesiae Catholicae, Graz, 1957,  pp. 25, 470.
- (LA)  Konrad Eubel, Hierarchia Catholica Medii Aevi, vol. 1, p. 327; vol. 2, p. 125; vol. 3, p. 163; vol. 5, p. 354; vol. 6, pp. 376–377.
- (FR) F. Pérez, Ceuta, in Dictionnaire d'Histoire et de Géographie ecclésiastiques, vol. XII, Paris, 1953,  coll. 254-257.
- (PT) Antόnio Dias Farinha, Marrocos, in Dicionário de História Religiosa de Portugal, vol. 3, Lisboa, 2000,  pp. 174–178.
- (PT) Levy Maria Jordão, Memoria histórica sobre os bispados de Ceuta e Tanger, Lisboa, 1858.
- (PT) Levy Maria Jordão, Historia ecclesiastica ultramarina, vol. I: Africa septentrional. Bispados de Ceuta, Tanger, Safim e Marrocos, Lisboa, 1872.
- (ES) José Xiqués, Obispos y administradores apostólicos de Ceuta, in Boletín de la Real Academia de Historia, vol. 18, 1891,  pp. 2–26.